# Ninh Phước (huyện)
Ninh Phước là một huyện nằm ở phía nam tỉnh Ninh Thuận, Việt Nam.

## Địa lý

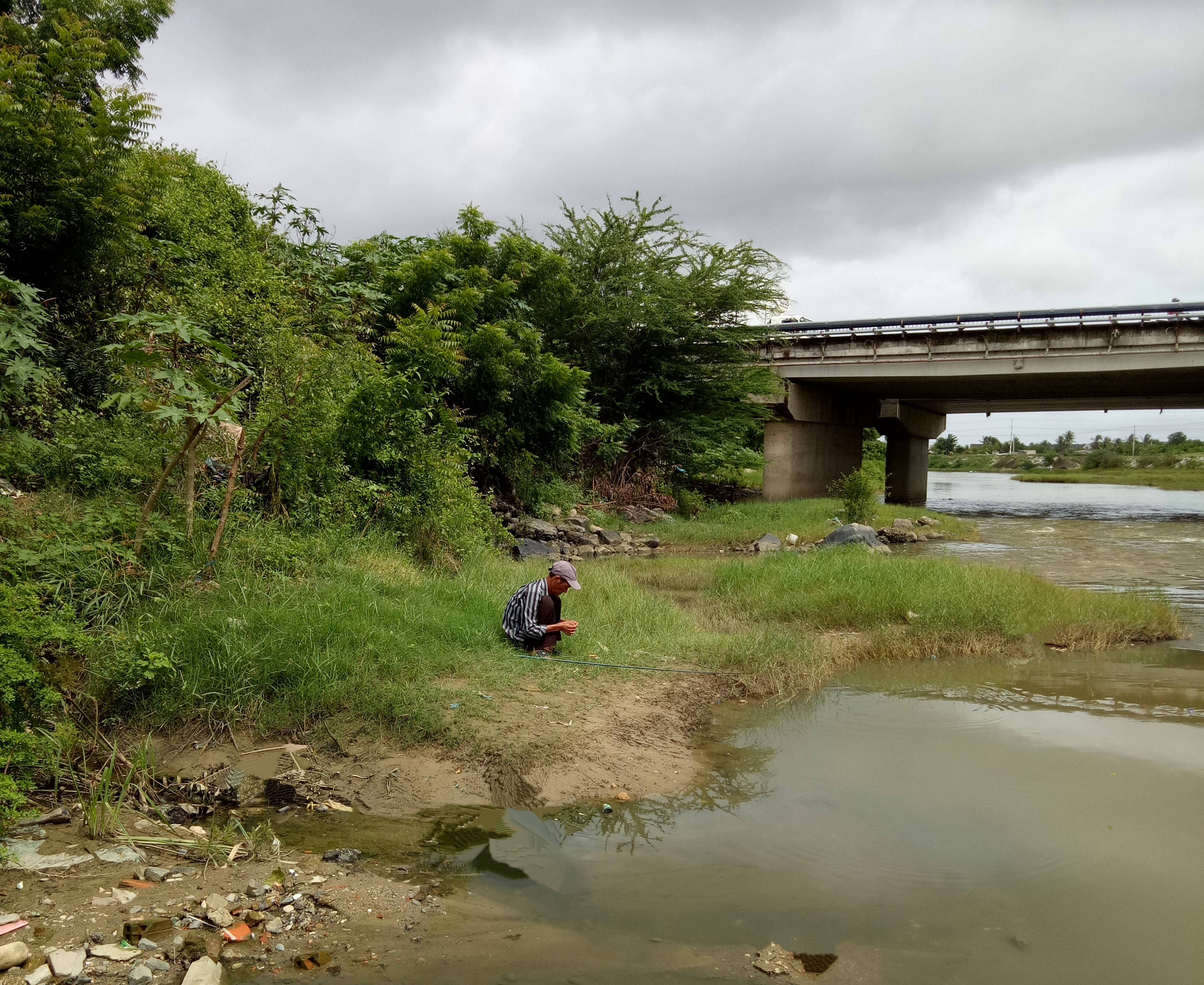
Sông Giá, đoạn chảy qua cầu Phú Quý (QL.1) thuộc thị trấn Phước Dân

Huyện Ninh Phước nằm ở phía nam tỉnh Ninh Thuận, có vị trí địa lý:
- Phía bắc và tây bắc giáp huyện Ninh Sơn
- Phía đông bắc giáp thành phố Phan Rang – Tháp Chàm
- Phía nam và tây nam giáp huyện Thuận Nam
- Phía đông giáp Biển Đông.

Huyện Ninh Phước có diện tích là 341,95 km², dân số năm 2019 là 128.028 người, mật độ dân số đạt 374 người/km².
Đây cũng là địa phương có tuyến Đường cao tốc Cam Lâm – Vĩnh Hảo đi qua.
Ninh Phước hội tụ cả ba điều kiện địa lý: có núi, sông, biển và cả đồng bằng. Tuy nhiên nền kinh tế Ninh Phước chưa được phát triển, là một huyện nằm ở hạ lưu dòng sông Dinh nên thường xuyên bị ngập lụt vào khoảng tháng 10 - 11 hằng năm. Nền nông nghiệp chủ yếu của Ninh Phước là trồng nho, tuy nhiên trong vài năm gần đây có vài thay đổi trong canh tác nông nghiệp. Người dân dần dần chuyển qua các hình thức canh tác khác như trồng táo và thanh long.
Làng Bàu Trúc ở Ninh Phước nổi tiếng cả nước với nghề truyền thống gốm Bàu Trúc. Làng Mỹ Nghiệp có nghề truyền thống là dệt thổ cẩm. Ngoài ra huyện Ninh Phước còn có món ăn đặc sắc là canh dưa hồng và một số món ăn được chế biến từ con dông.
Huyện Ninh Phước có vị trí giao thương quan trọng không chỉ riêng với huyện mà còn là một trong những vùng thuộc tỉnh Ninh Thuận có nhiều tiềm năng phát triển kinh tế, xã hội. Điều đó được thể hiện rõ nét với hệ thống giao thông liên khu vực hết sức thuận lợi với sự hiện diện của Quốc lộ 1 và tuyến đường sắt Bắc Nam đi ngang qua địa bàn huyện, việc thông thương với vùng cao nguyên Di Linh, Lâm Viên và ra các tỉnh phía Bắc hoàn toàn thuận lợi. Với hệ thống giao thông liên vùng, liên khu vực hiện hữu đã tạo cho huyện các điều kiện hết sức thuận lợi để phát triển kinh tế - văn hoá - xã hội và giữ vững an ninh quốc phòng.

## Hành chính
Huyện Ninh Phước có 9 đơn vị hành chính cấp xã trực thuộc, bao gồm thị trấn Phước Dân (huyện lỵ) và 8 xã: An Hải, Phước Hải, Phước Hậu, Phước Hữu, Phước Sơn, Phước Thái, Phước Thuận, Phước Vinh.

## Lịch sử

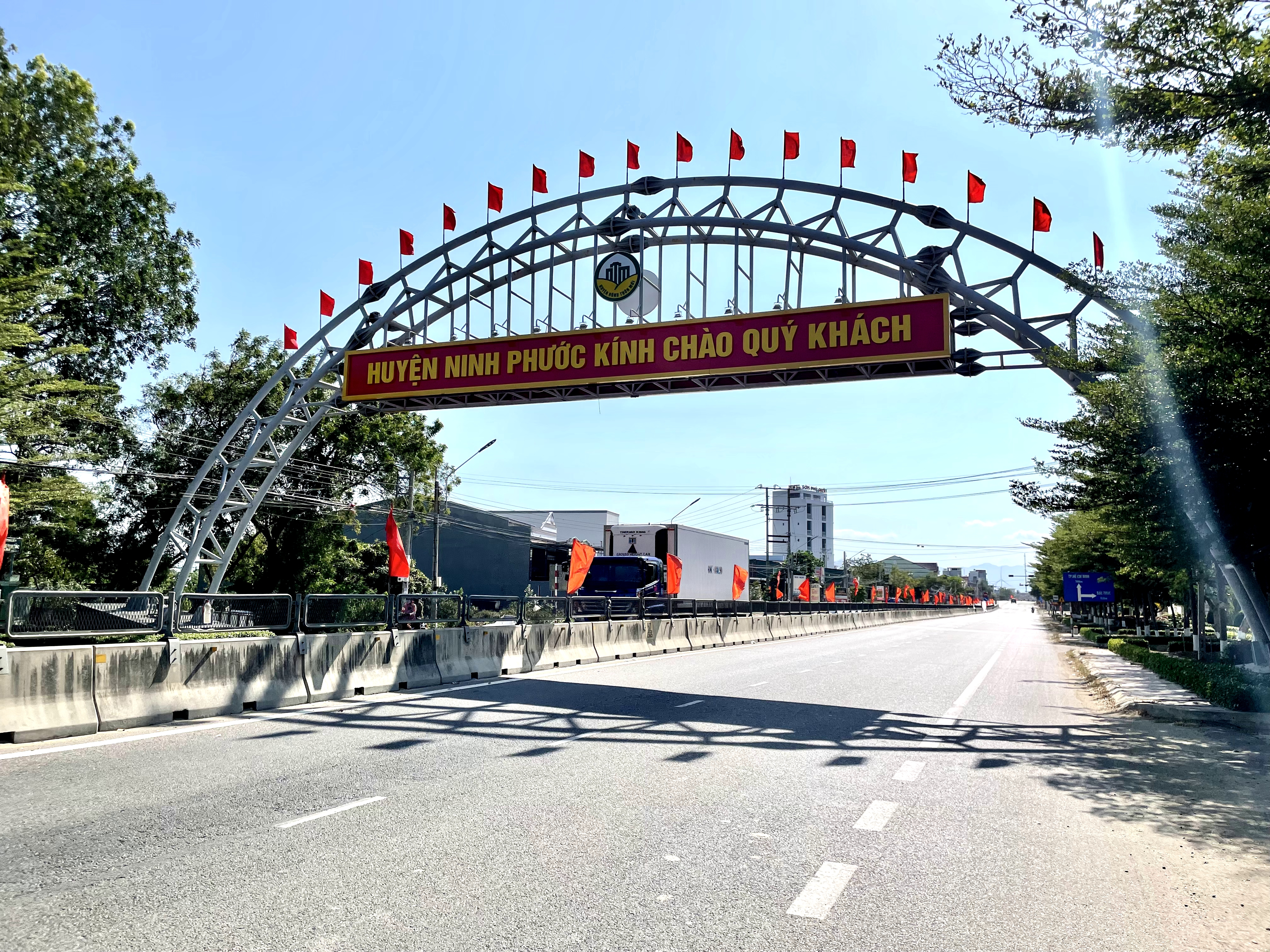
Cổng chào huyện Ninh Phước trên Quốc lộ 1

Vùng đất này trước đây rất có thể đã từng là kinh đô Virapura của vương quốc Champa cổ giai đoạn 757 - 875, vị trí của kinh đô này phỏng đoán là tại thôn Palai Bachong, xã Hòa Trinh, huyện An Phước (nay là Palei Bhơng Con, Phước Dân, Ninh Phước).
Huyện Ninh Phước được thành lập ngày 1 tháng 9 năm 1981 trên cơ sở tách 9 xã: Phước Sơn, Phước Hà, Nhị Hà, Phước Nam, Phước Hữu, Phước Thái, Phước Dân, Phước Hậu, Phước Thuận của huyện An Sơn và 4 xã: Phước Diêm, Phước Dinh, Phước Hải, An Hải của huyện Ninh Hải cũ.
Huyện Ninh Phước khi đó thuộc tỉnh Thuận Hải, bao gồm 13 xã: An Hải, Nhị Hà, Phước Dân (trung tâm huyện lỵ), Phước Diêm, Phước Dinh, Phước Hà, Phước Hải, Phước Hậu, Phước Hữu, Phước Nam, Phước Sơn, Phước Thái và Phước Thuận.
Ngày 26 tháng 12 năm 1991, tái lập tỉnh Ninh Thuận từ tỉnh Thuận Hải cũ, huyện Ninh Phước thuộc tỉnh Ninh Thuận.
Ngày 3 tháng 6 năm 1993, chuyển xã Phước Dân thành thị trấn Phước Dân (thị trấn huyện lỵ huyện Ninh Phước).
Ngày 4 tháng 8 năm 1998, thành lập xã Phước Minh trên cơ sở điều chỉnh 6.300 ha diện tích tự nhiên và 1.470 nhân khẩu của xã Phước Nam; 1.750 ha diện tích tự nhiên và 1.623 nhân khẩu của xã Phước Diêm.
Ngày 22 tháng 11 năm 2002, thành lập xã Phước Vinh trên cơ sở 4.557,06 ha diện tích tự nhiên và 9.569 nhân khẩu của xã Phước Sơn.
Tính đến cuối năm 2008, huyện Ninh Phước có 15 đơn vị hành chính cấp xã trực thuộc, bao gồm thị trấn Phước Dân và 14 xã: An Hải, Nhị Hà, Phước Diêm, Phước Dinh, Phước Hà, Phước Hải, Phước Hậu, Phước Hữu, Phước Minh, Phước Nam, Phước Sơn, Phước Thái, Phước Thuận, Phước Vinh.
Ngày 10 tháng 6 năm 2009, Chính phủ ban hành nghị quyết số 26/NQ-CP. Theo đó:
- Thành lập xã Phước Ninh trên cơ sở điều chỉnh 2.686,69 ha diện tích tự nhiên và 4.292 nhân khẩu của xã Phước Nam
- Thành lập xã Cà Ná trên cơ sở điều chỉnh 1.307,82 ha diện tích tự nhiên và 8.537 nhân khẩu của xã Phước Diêm
- Điều chỉnh 56.452,62 ha diện tích tự nhiên và 54.768 nhân khẩu của huyện Ninh Phước (bao gồm toàn bộ diện tích tự nhiên và dân số của 8 xã: Cà Ná, Phước Diêm, Phước Ninh, Phước Nam, Phước Minh, Phước Dinh, Nhị Hà và Phước Hà) để thành lập huyện Thuận Nam.

Huyện Ninh Phước còn lại 9 đơn vị hành chính cấp xã trực thuộc với 34.103,37 ha diện tích tự nhiên và 135.146 nhân khẩu, bao gồm 1 thị trấn và 8 xã như hiện nay.

## Du lịch
- Làng gốm Bàu Trúc
- Làng dệt thổ cẩm Mỹ Nghiệp
- Đồi cát Nam Cương.

## Danh nhân
- Kỷ lục gia trí nhớ thế giới, nhà nghiên cứu Địa chính trị, thạc sĩ Dương Anh Vũ
- Ca sĩ hải ngoại Chế Linh
- Nhà thơ, nhà nghiên cứu văn hóa Chăm Inrasara
- Nhà thơ, phi tần vua Tự Đức Nguyễn Thị Bích
- Nhà yêu nước, quan triều Nguyễn Phan Cư Chánh
- Po Dharma, nhà nghiên cứu lịch sử Champa.

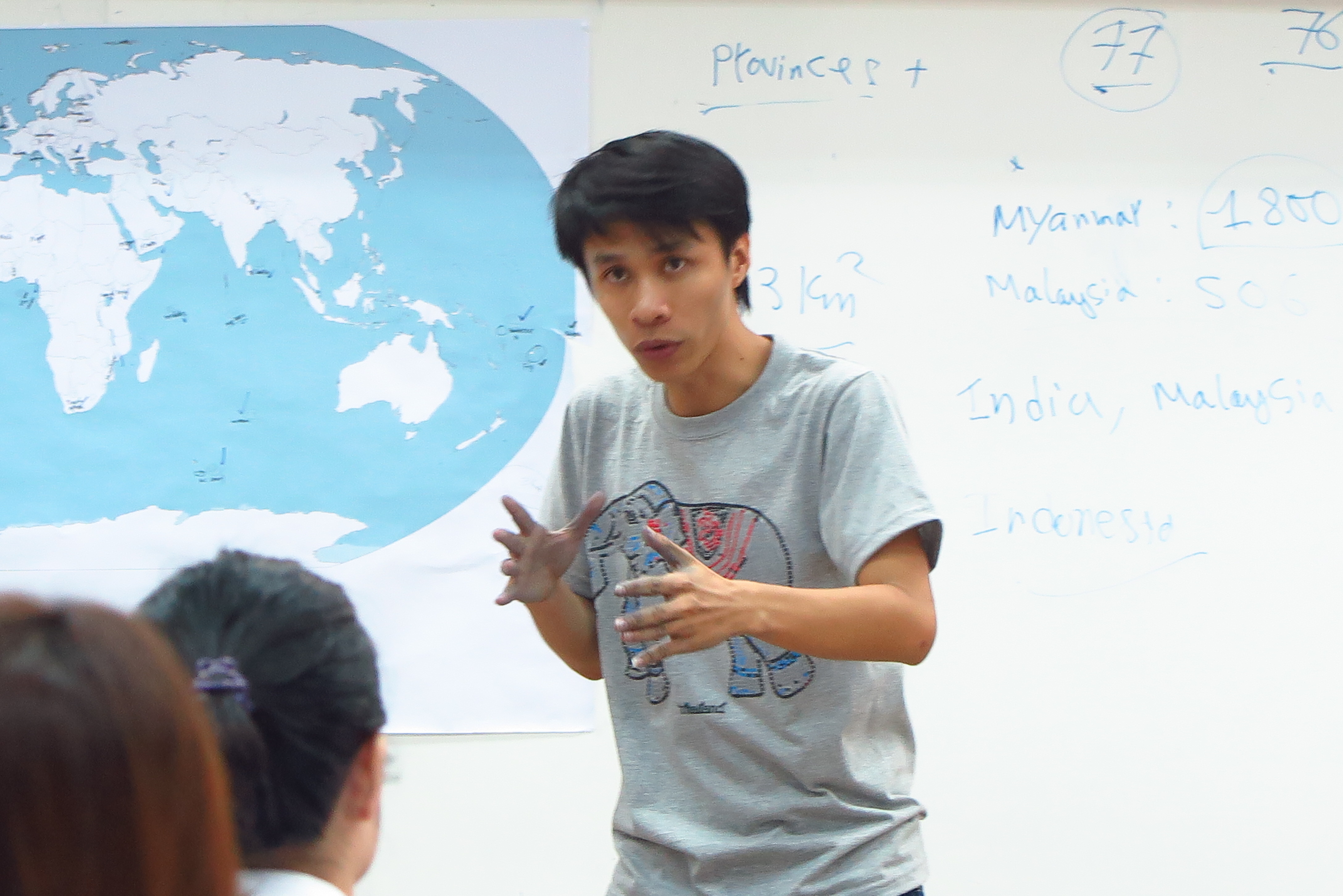
Kỷ lục gia trí nhớ, nhà nghiên cứu, thạc sĩ Dương Anh Vũ
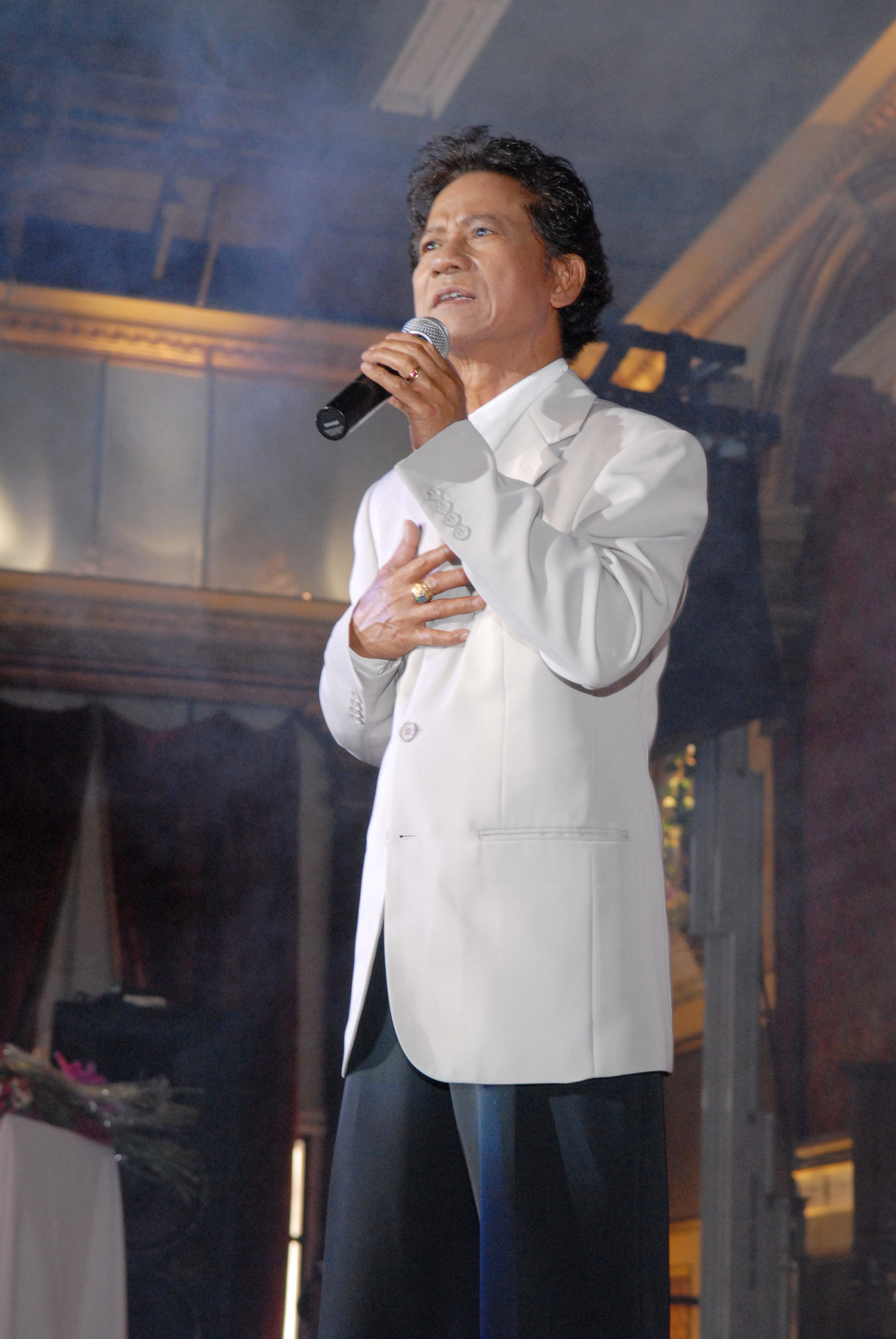
Ca sĩ hải ngoại Chế Linh